# Miss Universe 1953
Miss Universe 1953 var den anden Miss Universe konkurrence. Den blev afholdt 17. juli i Californien, USA. 26 deltagere fra 24 lande deltog i konkurrencen. Miss Frankrig, den 18-årge Christiane Martel, vandt konkurrencen. Hun blev kronet af den amerikanske skuespiller Julie Adams.

## Resultat
- Miss Universe 1953:  Frankrig, Christiane Martel
- Andenplads:  USA, Myrna Rae Hansen
- Tredjeplads:  Japan, Kinuko Ito
- Fjerdeplads:  Mexico, Ana Bertha Lepe Jimémez
- Semifinalister:
  -  Østrig, Lore Felger
  -  Canada, Thelma Elizabeth Brewis
  -  Danmark, Jytte Olsen
  -  Tyskland, Christel Schaack
  -  Italien, Rita Stazzi
  -  Norge, Synnøve Guldbrandsen
  -  Panama, Emita Arosemena Zubieta
  -  Peru, Mary Ann Sarmiento
  -  Sydafrika, Ingrid Rita Mills
  -  Tyrkiet, Ayten Akyol
  -  Uruguay, Ada Alicia Ibáñez Amengual